# 스티치 (릴로 & 스티치)
스티치(Stitch)는 월트 디즈니 컴패니의 캐릭터이다.

## 프로필
| 이름            | 스티치                                                         |
| 영문            | Stitch                                                         |
| 제작            | 크리스 샌더스(Chris Sanders)                                   |
| 디자인          | 월트 디즈니 컴패니                                             |
| 원본판 성우     | 크리스 샌더스,벤 딕슨(Ben Diskin, 스티치! 새로운 모험영어더빙) |
| 한국판 더빙성우 | 김환진                                                         |
| 일본판 더빙성우 | 야마데라 코이치                                                |
| 첫 등장         | 릴로 & 스티치                                                  |
| 종류            | 페넥여우                                                       |
| 성별            | ♂                                                              |

## 개요
스티치는 릴로 & 스티치에서 줌바 주키바 박사(Dr. Jumba Jookiba)의 외계 실험체 626호로 태어난다. 따라서 '실험체 626'으로 불리기도 하는 것이다. 은하 연방에서 줌바는 허가 없이 위험한 외계 생명체를 만들어 내었다하여 줌바는 감옥에,스티치는 사막 소행성으로 내쫓기로 되어 있었으나, 스티치는 호송 중 탈출하여 지구 하와이 떨어졌다.
그곳에서 스티치는 동물가게에 들어가 개처럼 행동하다가 릴로라는 소녀와 그녀의 언니가 스티치를 '개'로써 구입하고, 릴로는 그에게 '스티치'라 이름을 지어주었다. 그러나 무척 장난이 심하고 무언가 부수기를 좋아하는 스티치 때문에
릴로 자매도 크게 애를 먹는다. 그러나 릴로만은 포기하지 않고 스티치를 이해하려 노력한다. 릴로 역시 부모님이 없고,언니는 아르바이트로 바빠서 릴로의 제대로 된 보호자 역할도 해 주지 못 한다. 릴로는 어린 여자아이지만 나이보다 굉장히 성숙한 아이다. 스티치가 그렇게 장난을 치는 건 혹시 자기처럼 외로워서가 아닐까하는 생각에서 자신과 닮았다고 생각한 걸지도 모른다.
그래서 릴로는 스티치를 착하게 만들기 위해 그를 훈련시키기 시작한다. 결과,스티치는 무척 안정되게 행동하기 시작하고,어떻게 행동해야 하는지 차근차근 배워나간다.
한편,우주 연방에서는 스티치가 탈출했다는 사실이 밝혀지자, 그의 창조자인 줌바박사와 플리클리 요원이 그를 잡아오라는 명령을 받고 지구로 파견한다.

## 성격
- 릴로 & 스티치에서 스티치는 이런저런 사람들에게 접근하려고 하나,

괴상한 생김새에 폭력적이고 산만한 행동으로,작품 내에서 스티치는
사람들에게 미움 받는 것으로 묘사된다. (릴로는 제외)
기본적으로는 다정하여 타인과 그리 거리를 두지는 않으나,
장난의 정도를 아직 파악 못하는 어린아이와 같다고 해야겠다.

## 출연
- 릴로 & 스티치(Lilo & Stitch,2002)
- 릴로 & 스티치2(Lilo & Stitch 2: Stitch Has a Glitch)
- 스티치 더 무비(Stitch!ㅣThe Movie)
- 릴로와 스티치 (Lilo & Stitch TV series)
- 리로이 & 스티치(Leroy & Stitch)
- 킹덤하츠2(Kingdom Hearts II)
- 킹덤하츠 버스 바이 슬립(Kingdom Hearts Birth by Sleep, PSP)
- 라이온 킹 3(The Lion King 1½)(카메오)
- 보물성(Treasure Planet)(짐의 방의 인형으로 등장)
- 스티치! 새로운 모험(Stitch!)
- 스티치&아이 (Stichi & Ai)